# Liste der Einträge im National Register of Historic Places im Marshall County (Minnesota)

Lage des Marshall County in Minnesota

Die Liste der Einträge im National Register of Historic Places im Marshall County in Minnesota führt alle Bauwerke und historischen Stätten im Marshall County auf, die in das National Register of Historic Places aufgenommen wurden.

## Legende
| NRHP | Historic Place    |
| HD   | Historic District |

## Aktuelle Einträge
| [ 2 ] | Name                                                    | Bild                                                    | Eintragsdatum        | Lage                                                                  | Ort                | Beschreibung                                                                                 |
| ----- | ------------------------------------------------------- | ------------------------------------------------------- | -------------------- | --------------------------------------------------------------------- | ------------------ | -------------------------------------------------------------------------------------------- |
| 1     | Larson Mill                                             | Larson Mill                                             | 1973 ID-Nr. 73000983 | County Road 39 im Old Mill State Park 48° 21′ 59,7″ N, 96° 34′ 2,7″ W | Argyle             | 1890 errichtete Mühle mit rekonstruierter Dampfmaschine                                      |
| 2     | Old Mill State Park WPA/Rustic Style Historic Resources | Old Mill State Park WPA/Rustic Style Historic Resources | 1989 ID-Nr. 89001667 | Abseits des County Highway 39 48° 21′ 45″ N, 96° 34′ 12″ W            | östlich von Argyle | Acht von der Works Progress Administration in den 1930er Jahren errichtete Parkeinrichtungen |
| 3     | K. J. Taralseth Company                                 | K. J. Taralseth Company                                 | 2002 ID-Nr. 02000938 | 427 North Main Street 48° 11′ 47,1″ N, 96° 46′ 24,2″ W                | Warren             | 1911 errichtetes Kaufhaus                                                                    |